# Американська асоціація компаній звукозапису

Логотип асоціації

Америка́нська асоціа́ція компа́ній звукоза́пису (англ. Recording Industry Association of America, RIAA) — асоціація, що представляє інтереси звукозаписної індустрії США. Офіс розташовано у Вашингтоні, округ Колумбія.

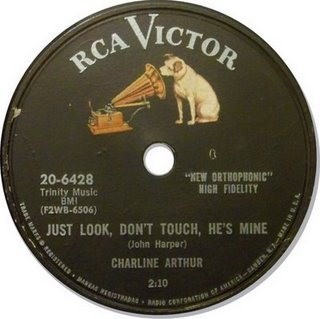
Етикетка пластинки RCA Victor 1956 року, маркування «New Orthophonic» (праворуч від центрального отвору) вказує на частотну корекцію за стандартом RIAA

RIAA була сформована в 1952 року. Її первинною метою було управління стандартом, відомим зараз як RIAA корекція (англ. RIAA equalization), який визначав деякі важливі технічні деталі запису й відтворення грамплатівок.
RIAA продовжило брати участь у створенні й підтримці технічних стандартів звукозапису і звуковідтворення, як-от магнітна стрічка, магнітофонна касета, DAT, компакт-диск, програмні технології запису звуку.
RIAA також управляє ліцензуванням і авторськими винагородами в області музики.
RIAA відповідає за так звану сертифікацію RIAA альбомів і синглів в США, яка полягає в присвоєнні ним статусів золотий, платиновий (і кількох інших менш відомих).
Останнім часом роль RIAA досить неоднозначно оцінюється громадською думкою. Це пов'язано з активною протидією, яку вона надає розвитку файлообмінних мереж та інших технологій розповсюдження музики. Критики RIAA указують на те, що вона захищає інтереси тільки великих звукозаписних компаній, а не артистів або споживачів.